# Латгальская керамика

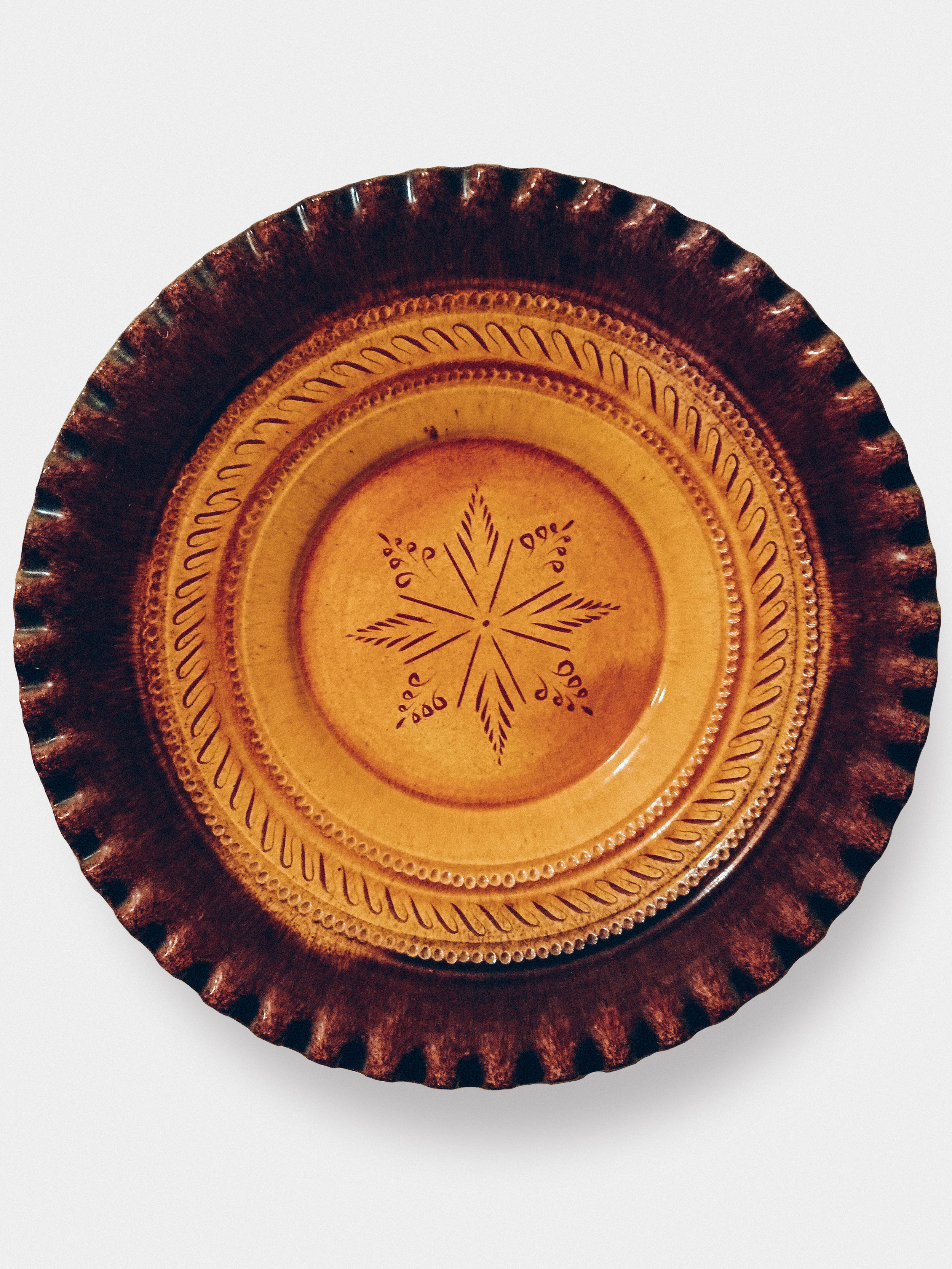
Декоративная тарелка работы Чернявский, Поликарп Янович

Латгальская керамика (латг. Latgolys keramika, латыш. Latgales keramika) или Латгальское гончарство (Latgolys pūdnīceiba, Latgales podniecība) — традиционный народный промысел в Латгалии, где производится большая часть керамической продукции Латвии. Включен в Культурный канон Латвии. Часть местных туристических маршрутов предусматривает посещение одной из гончарных мастерских. 19 мая 2012 года в Даугавпилсе был открыт памятник латгальской керамике.
Латгальскую керамику можно разделить на практическую и декоративную. Практическая керамика была известна в Латгалии на протяжении нескольких тысяч лет. Декоративная керамика моложе и набирает популярность только с 1930-х годов.
Существуют следующие типы изделий, характерные для латгальской керамики: vāraunieks (горшок для приготовления пищи), medaunieks (горшок для хранения меда), sloinīks (горшок для хранения фруктов), ķērne (сосуд для хранения сметаны), ļaks (сосуд для хранения масла), piena pods (горшок для хранения коровьего молока), kazelnieks (горшок для хранения козьего молока), pārosis (букв. «за-ручку», посуда, в которой носили еду в поле), bļoda (чаша), krūze (кувшин или кружка, наиболее часто использовалась для пива или молока).
Ряд изделий не связан с питанием, к ним относятся svilpaunieks (свисток в форме птицы), svečturis (подсвечник), а также пепельницы.

## История
По данным археологических исследований, начало латгальской керамике положила культура шнуровой керамики 2-го тысячелетия до н. э. Новый толчок развитию керамики дали изобретение гончарного круга в X веке и широкое применение глазури в XV веке. До 30-х годов XX столетия в Латгалии изготавливали в основном хозяйственную посуду и игрушки. В 1930-е годы начала складываться местная школа декоративной керамики — появляются вазы, подсвечники, декоративные горшки для цветов, настенные тарелки.
В 1937 году на Всемирной выставке искусства в Париже кувшины и подсвечники, сделанные руками Андрея Паулана, были удостоены Большой золотой медали.

## Ремесленные объединения
Наиболее известные объединения гончарных мастеров Латгалии:
- студия народного прикладного искусства Андрея Паулана (основана в 1975 году),
- студия народного прикладного искусства «Rēzeknes apriņķa podnieki» («Гончары Резекненского уезда», основана в 1989 году),
- коллектив Государственного фонда культурного капитала «Podnieku skola» («Школа гончаров», основана в 1990 году; центральное место в ней занимает работа над чёрной керамикой, когда обжиг посуды производится без использования промышленных методов и приемов).
- Даугавпилсских гончаров объединяет студия народного прикладного искусства «Латгале».